# كاميرون دونكان
كاميرون دونكان (بالإنجليزية: Cameron Duncan)‏ هو كاتب ومخرج نيوزلندي، ولد في 20 أبريل 1986 في نيوزيلندا، وتوفي في 12 نوفمبر 2003 في تكساس في الولايات المتحدة.

## وصلات خارجية
- كاميرون دونكان على موقع IMDb (الإنجليزية)
- كاميرون دونكان على موقع أول موفي (الإنجليزية)
- كاميرون دونكان على موقع قاعدة بيانات الفيلم (الإنجليزية)
- كاميرون دونكان على موقع كينوبويسك (الروسية)